# Anacamptodes intraria
Anacamptodes intraria är en fjärilsart som beskrevs av Achille Guenée 1857. Anacamptodes intraria ingår i släktet Anacamptodes och familjen mätare. Inga underarter finns listade i Catalogue of Life.